# Привал комедиантов

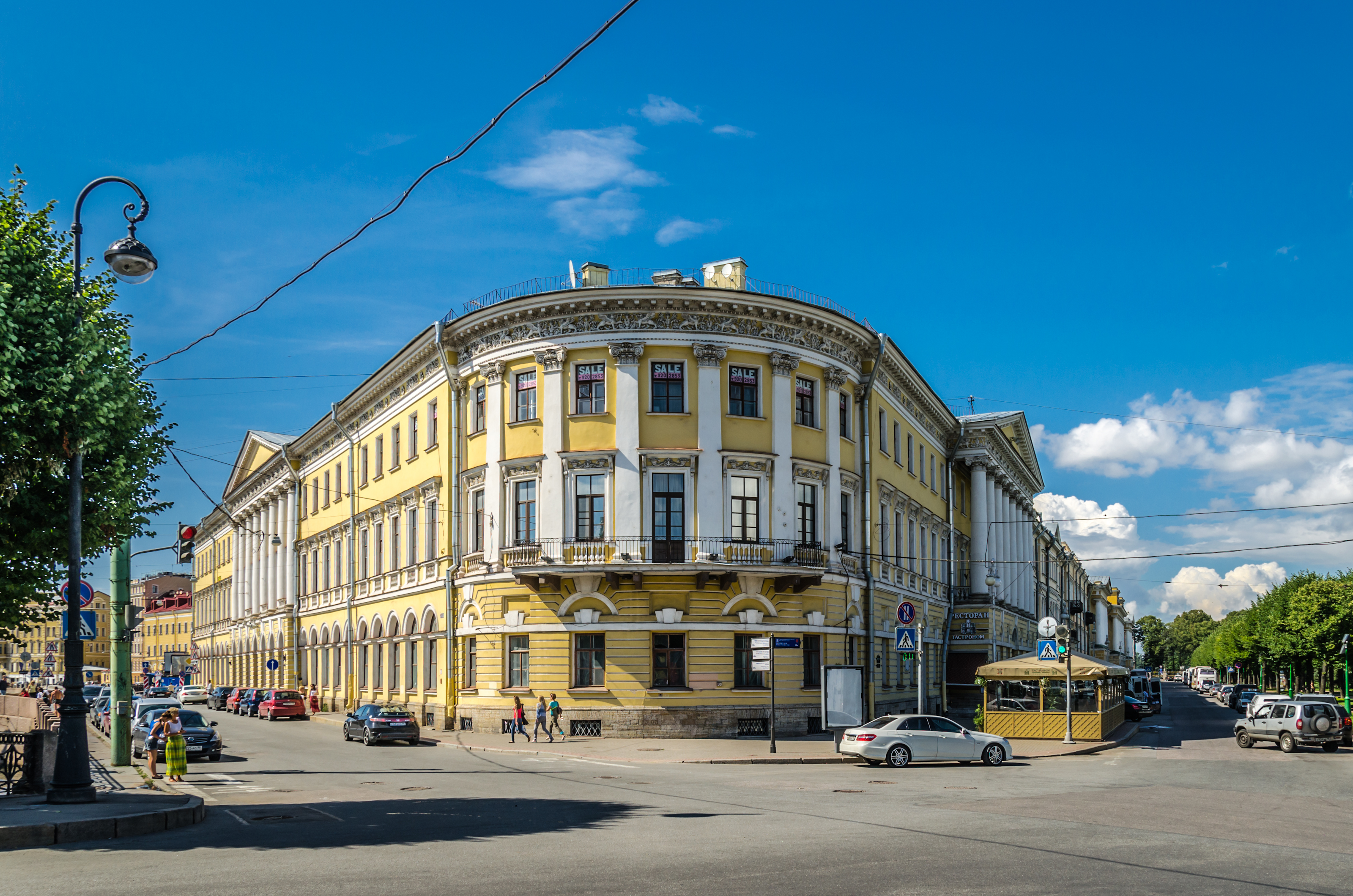
Дом Адамини, в котором располагалось заведение

«Привал комедиантов» — литературно-артистическое кабаре, размещавшееся в Санкт-Петербурге на углу набережной Мойки и Марсового поля в Доме Адамини. Заведение было открыто взамен знаменитого литературного кафе «Бродячая собака», закрывшегося из-за нарушения сухого закона, принятого в Первую мировую войну.
Помещение подвала, где изначально хранились дрова ещё в 1916 стало упоминаться, как пристанище для членов Петроградского художественного сообщества, где художники проводили совместное время и занимались художественной деятельностью. В этом же году В. Э. Мейерхольд, Н. В. Петров и Б. К. Пронин — открыли там кабаре.
После октябрьской революции «Привал» продолжал существовать, но растерял популярность и посетителей, в 1919 году он был закрыт. В 1920-х годах Пронин предпринимал попытку возродить литературно-артистические кафе в Москве, открыв «Странствующего энтузиаста» и «Мансарду». В 2003 году в помещении бывшего «Привала комедиантов» открылся одноимённый модный клуб. В 2019 году здесь был открыт ресторан «Мейерхольд».

## Описание
«Привал комедиантов» представлял собой подвальное помещение в Доме Адамини, где посетители попадали из прихожей в буфетную. В нём стоял огромный камин по чертежам Ивана Фомина. Стены буфетной расписали Борис Григорьев, Александр Яковлев и Василий Шукаев, основного зала — Сергей Судейкин. Зал был выдержан в красных, чёрных и золотых тонах на темы Гоцци и Гофмана. Стены и потолки также украшала лепнина, композиции из зеркал и кукол в человеческий рост. Оформление подвала вызывало впечатление у городской прессы, журналист Биржевых ведомостей цитировал: «Ничего подобного в Петрограде до сих пор не было…».
Столы в помещении накрывались яркими деревенскими тканями, обслуживающим персоналом были африканские юноши в шароварах. У входа посетителей встречал карлик в костюме петуха и сам Борис Пронин в белом фраке. В помещении бродил пудель Мушка. В заведении размещалась буфетная комната и зрительный зал, где ставили пантомимы и спектакли. В «Привале» выступали ученики студии Мейерхольда. Ставился Театр доктора Дапертутто. Предположительно именно здесь зародился русский кукольный театр.

Помещение «Привала» однажды затопило водой из Мойки, когда на Марсовом поле подготавливали место захоронения жертв революции, для чего землю подорвали динамитом. В 1924 году, уже после закрытия заведения, в результате наводнения были уничтожены фрески, сохранилась роспись арки.
|                                   |  |  |  |
| Интерьеры кабаре, начало XX века. |  |  |  |

## Посетители

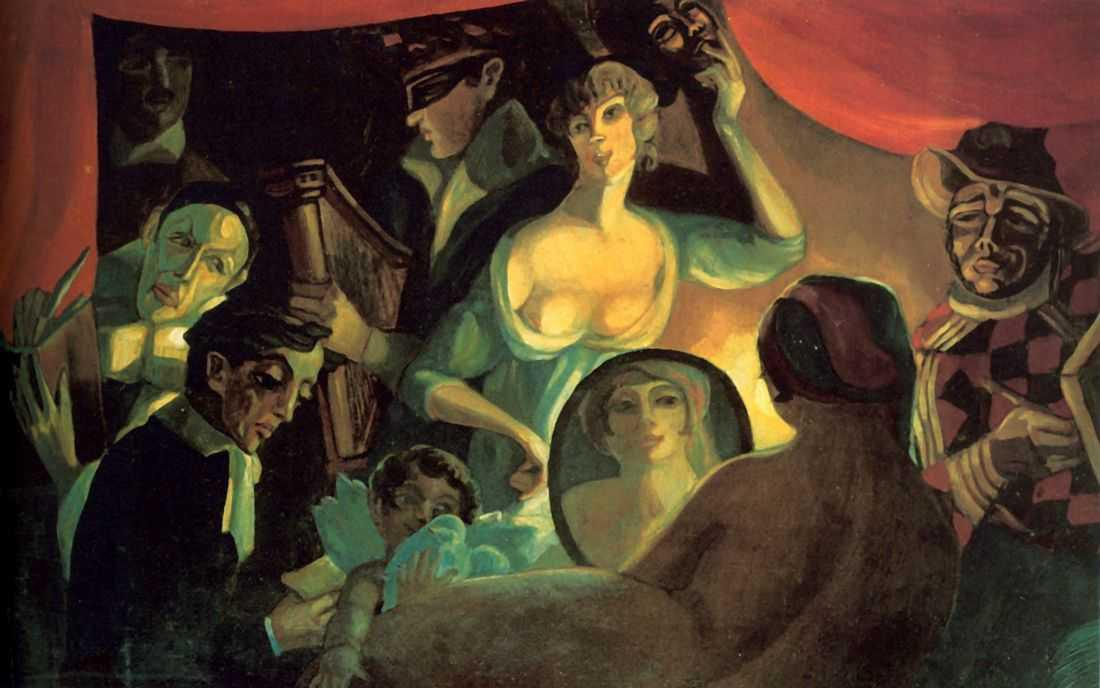
«Привал комедиантов». Картина Сергея Судейкина

«Привал комедиантов» посещали знаменитые поэты серебряного века, где они зачитывали свои произведения, или тексты зачитывали известные артисты театров и балерины. Здесь отдыхали Мандельштам, Ахматова, Гумилев, Кузмин, Ивнев, Анненков, Альтман, Шагал, Добужинский, Бенуа, Шилейко, Клюев, Северянин, Маяковский, Луначарский и другие.
Так как «Привал» предназначался прежде всего для деятелей искусства и богемы, за вход они платили один рубль, остальные посетители — «фармацевты» (так художественная богема обозначала всех людей нетворческих профессий) — должны были платить за особый входной билет по 20 рублей. В то время эта крупная сумма была сопоставима, например, с месячной арендой подвала. Тем не менее билеты на вход раскупались быстро. Заведение посещали, чтобы встретиться там со знаменитостями. Полученные деньги Пронин использовал для создания льготных условий для деятелей искусства.
С весны 1917 года в «Привале» устраивали едкие капустники режиссёр Евреинов, писатель Толстой, артисты Н. В. Петров, Гибшман. Здесь зачитала поэму Блока «Двенадцать» его супруга Любовь Блок, 10-летие своей творческой деятельности праздновал Кузьмин, им была представлена пьеса «Два пастуха и нимфа в хижине».
«Привал комедиантов», как наследника «Бродячей собаки» ругали за нараставшую коммерциализацию. Его называли вторичной копией уже тогда ставшего легендарным заведения. Задумывавшийся, как пристанище для художественной богемы, он превращался в дорогой ресторан. На это влияло общее ухудшение жизни в дореволюционном Петрограде, заведение пользовалось всё большой популярностью у нуворишей, разбогатевших на военных поставках, мошенников и аферистов. «Привал комедиантов» в шутку начали называть «Привалом Спекулянтов». По этой же причине Мейерхольд вступил в конфликт с Прониным и отказался сотрудничать с заведением.